# ساختمان آی‌ای‌سی
ساختمان آی ای سی (به انگلیسی: IAC Building) دفتر مرکزی شرکت اینتر اکتیو کورپوریشن درخیابان هجدم منهتن در نیویورک است.
مجلهٔ ونیتی فر اعتقاد دارد که این ساختمان باید به عنوان محبوب‌ترین ساختمان اداری جهان انتخاب شود.
بری دیلر مدیر عامل اجرایی شرکت اینتر اکتیو کورپوریشن می گوید که در نمای ساختمان از شیشه و تیتانیوم استفاده شده‌است. 

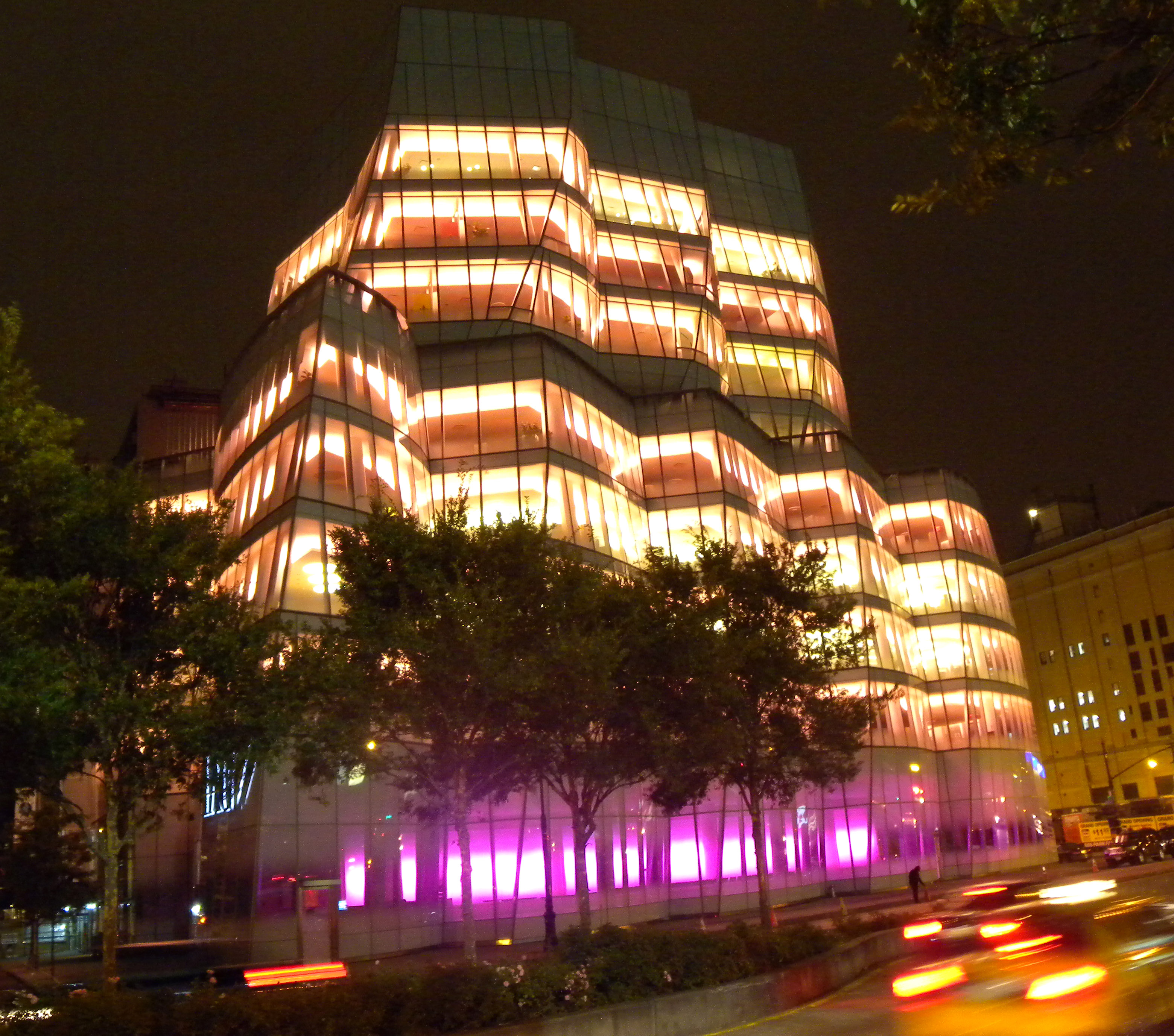
دفتر مرکزی آی‌ای‌سی در نیویورک در ایالات متحده آمریکا